# Sara Llorens
Pour les articles homonymes, voir Llorens (homonymie).
Sara Llorens i Carreres, née à Lobos en Argentine le 5 novembre 1881 et morte à Perpignan le 17 avril 1954, est une universitaire et écrivaine catalane, considérée comme l'une des premières personnalités ayant étudié les traditions et les arts populaires de la Catalogne.

## Biographie
Née en 1881 à Lobos, en Argentine, où sa famille a émigré, elle revient en 1885 avec sa famille à Pineda de Mar. Elle étudie à l'École Normale de Barcelone d'où elle sort diplômée en 1897.
En 1902, elle est atteinte de tuberculose. Elle participe aux Jeux Floraux de Santa Coloma de Farners en 1904 où elle a obtenu le premier prix de composition littéraire pour Maternal.
Elle épouse en 1908 l'homme politique Manuel Serra, avec qui elle crée la bibliothèque publique de Pineda de Mar.